# Schnurren
Schnurren (Audioⓘ) ist ein niederfrequentes (25 bis 150 Hz, Hauskatzen ≈25 Hz), gleichmäßig vibrierendes Geräusch, das Katzen und manche andere Tiere (zum Beispiel das Braunborsten-Gürteltier) in bestimmten Situationen erzeugen. In der Regel signalisiert es Wohlbefinden, wird jedoch auch in Stresssituationen hervorgebracht.

## Lautgebung

### Beruhigungsfaktor

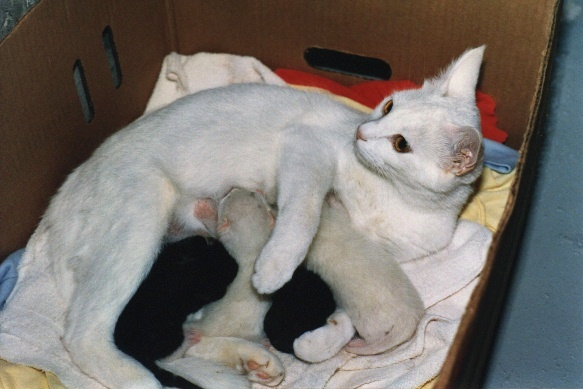
Katze beim Säugen ihrer Jungen

Das Schnurren der Katze zählt zu den bekanntesten stimmlosen Lautäußerungen. Katzen schnurren bereits nach der Geburt, sobald sie von ihrer Mutter das erste Mal gesäugt werden. Die Mutter schnurrt während des Säugens und beruhigt so die Jungen und sich selbst. Das Schnurren zeigt dem Muttertier an, dass die Kätzchen gut mit Milch versorgt und somit zufrieden sind.
Einer der Urväter der Katzen-Verhaltensforschung, Paul Leyhausen, definierte das Schnurren so: „Seinem Ursprung nach ist es wohl eine kindliche Lautform, die der säugenden Mutter anzeigt, dass die Jungen sich wohlfühlen“. Er hat bei seinen Forschungen herausgefunden, dass die Kätzchen während des Saugens weiter schnurren. Ebenso schnurrt die Mutterkatze weiter, selbst wenn sie döst oder schläft. Schnurren dient bei Katzen jeden Alters in erster Linie der Beruhigung und gilt bei Annäherung von Katze zu Katze als Signal der Friedfertigkeit.

### Gesundheitsfaktor
Leyhausen fand heraus, dass selbst kranke Katzen als eine Art Vorweg-Beschwichtigung eines möglichen Angreifers schnurren. Das heißt, Katzen schnurren auch in Stresssituationen, beispielsweise bei Schmerzen. Es wird vermutet, dass dies der eigenen Beruhigung dient. Eine Grundübereinstimmung aller Situationen, in denen Katzen schnurren, ist, dass sie friedlich gestimmt sind.
Katzen schnurren auf einer Frequenz, die Gewebeheilung unterstützt und Knochendichte erhöht. Dementsprechend vermuten Forscher, dass Schnurren zugleich einen Selbstheilungsprozess in Gang setzt.

## Lauterzeugung

### Frequenzen der Schnurrtöne
Allgemein gilt: Hauskatzen schnurren in einer Tonfrequenz von 20 bis 30 Vibrationen pro Sekunde. In der Encyclopedia of Scientific Essays sind diverse Forschungsergebnisse dokumentiert, die zu unterschiedlichen Resultaten in den Frequenzen des Schnurrens kommen. Überwiegend liegt demgemäß die Frequenz bei 27–44 Hz, kann nach unten bis 20 Hz schwanken, nach oben bis maximal 150 Hz.

### Entstehung der Vibrationstöne
Die vorherrschende wissenschaftliche Meinung geht davon aus, dass sich im Gehirn der Katze ein einzigartiger neuronaler Oszillator befindet, der allerdings noch nicht exakt erforscht ist. Über die Lauterzeugung, die physiologischen Umstände des Entstehens der Schnurrtöne gibt es mehrere Hypothesen; endgültig geklärt sind die Mechanismen jedoch noch nicht. Bisher fehlen Untersuchungen an anderen Tierarten gänzlich, welche die Fähigkeit besitzen, Schnurren zu erzeugen.
Kehlkopf-Hypothese
Das Schnurren der Katzen wird durch schnelles Zucken der Kehlkopfmuskeln und des Zwerchfells verursacht. Die Kontraktionsfolgen der Kehlkopfmuskeln verengen und weiten die Stimmritze und bringen die Atemluft so zur niederfrequenten Vibration.
Zungenbein-Hypothese
Das Schnurren der Katzen wird durch Reibung der Atemluft am Zungenbein erzeugt. Das Zungenbein verbindet die Zunge der Katze mit dem Schädel. Während bei allen Großkatzen das Zungenbein elastisch ist, ist es bei den anderen Katzen vollständig verknöchert. Dieser Unterschied ist möglicherweise die Ursache, warum Großkatzen nur beim Ausatmen schnurren können. Die anderen Katzen können kontinuierlich beim Ein- und Ausatmen schnurren.
Blutwallungs-Hypothese
Die Ursache des Schnurrens liegt im Auftreten von Blutwallungen in der hinteren Hohlvene der Katze, die das Blut aus dem Körper zum Herzen leitet. Da die Vene das Zwerchfell durchläuft, würde dort, bei Bewegung der Muskeln, der Blutstrom zusammengepresst werden. Dadurch entstünden Schwingungen, die durch die Bronchien und den Kehlkopf noch verstärkt werden. Diese Theorie gilt jedoch als fragwürdig, denn in diesem Fall sollten auch Hunde oder Menschen schnurren können.
„Falsche-Stimmbänder“-Hypothese
Das Schnurren erfolgt aufgrund von zwei Hautfalten, den „falschen Stimmbändern“, die hinter den echten Stimmbändern der Katze liegen. Beim Atmen würden diese Hautfalten in Schwingung gebracht.

## Trivia
Historisch belegt ist, dass das Schnurren einer Katze früher auch als ein „Spinnen“ bezeichnet wurde, weil es die Menschen an das Schnurren eines Spinnrades erinnerte. So wird der Ausdruck beispielsweise im Märchen Der gestiefelte Kater der Brüder Grimm verwendet, ähnlich in den Lebens-Ansichten des Katers Murr von E.T.A. Hoffmann.